# Christian Friedel
Christian Friedel, född 9 march 1979 i Magdeburg, är en tysk skådespelare.
Friedel har bland annat medverkat i TV-serien Babylon Berlin. Han har även medverkar i filmerna The Zone of Interest och Det vita bandet.

## Filmografi (i urval)
- 2009 – Det vita bandet
- 2017–2022 – Babylon Berlin (TV-serie)
- 2023 – The Zone of Interest
- 2025 – The White Lotus (TV-serie)